# Герхард I (граф Меца)
Герхард I (Жерар I; фр. Gérard Ier de Metz; ок. 875 — 22 июня 910) — граф Меца. Сын Адаларда Мецкого (ок. 850 — 2 января 890), внук Адаларда Сенешаля.

## Биография

### Правление
Вместе с братьями Стефаном (графом Шомона и Бидгау) и Матфридом пытался захватить власть в Лотарингии, но её королём в 895 году стал Цвентибольд, внебрачный сын Арнульфа Каринтийского.
В 897 году графы Стефан, Одакар, Герхард и Матфрид I лишились полученных от Арнульфа ленов; Цвентибольд, придя с войском в Трир, разделил их земли между своими людьми, оставив за собой монастырь в Эрене и монастырь Святого Петра в Меце. Через некоторое время при посредничестве Арнульфа Каринтийского Стефан, Герхард и Матфрид примирились с его сыном.
Вскоре после смерти императора Арнульфа, в 900 году Герхард I, Матфрид I и Стефан подняли восстание. В битве недалеко от Мааса они разгромили войско Цвентибольда, а его самого убили.
В 906 году регент при Людовике IV Конрад Старший объявил Герхарда и Матфрида вне закона за нападения на королевских вассалов. Для усмирения братьев был послан с большим отрядом его сын, будущий король Конрад Франконский. Он разорил их владения и добился от них клятвы не нарушать установленный порядок.
Считается, что Герхард I погиб 22 июня 910 года во время войны с баварцами. Возможно, его спутали с графом Гебхардом фон Веттерау.

### Семья
В 900 году, не ранее 14 августа, Герхард I Мецкий женился на вдове Цвентибольда Оде (ок. 884 — ок. 952), дочери саксонского герцога Оттона I. Дети:
- Вигфрид (ум. 9 июля 953), архиепископ Кёльна с 924 года
- Ода Мецкая (ум. после 18 мая 963), муж — Гозлен Арденнский, граф Бидгау и Метингау. Их сыном был архиепископ Реймса Адальберон
- неизвестная дочь
- Готфрид (ум. после 949), граф в Юлихгау.

Овдовев во второй раз, Ода Саксонская вышла замуж за Эберхарда, графа в Оберлангау.